# Супербоул XLVII
Супербоул XLVII (англ. Super Bowl XLVII — 47 вирішальна гра НФЛ з американського футболу. Щорічний матч між Національною Футбольною Конференцією (НФК) і Американською Футбольною Конференцією (АФК). Матч пройшов 3 лютого 2013 року на стадіоні «Луїзіана Супердом» в Новому Орлеані. У матчі зустрілися «Сан-Франциско Фортинайнерс» від АФК і «Балтимор Рейвенс» від НФК. У присутності 71024 глядачів  «Балтимор» виграв 34-31. Матч відомий як Blackout bowl (з англ. Боул затемнення), через те, що на початку другої половини на стадіоні відключилося освітлення.
У США гру транслював CBS. 30-секундна реклама коштувала 4 мільйони доларів США.

## Хід матчу

### Перша половина
Перша чверть завершилася з рахунком 7-3 на користь «Балтимора». Після цього два тачдауни від «Рейвенс» (в тому числі 56-ярдовий тачдаун) і філд-гол під перерву, зробив рахунок 21-6 на користь «Балтимора».

### Друга половина
На початку другої половини на стадіоні вимкнулося світло. Гра була зупинена на 34 хвилини. Деякі вважають це змовою. У відповідь на це генеральний директор «Сан-Франциско», в твіттері, жартома написав: «Це не змова. Це я вимкнув.».
Повернення «кік-оффу» від Балтімора на 108 ярдів в тачдаун, зробив цей тачдаун найдовшим в історії Супербоула. Потім «Фортинайнерс» набрали 17 очок поспіль за допомогою двох тачдаунів і одного філд-голу. Після цього рахунок став 28-23 на користь «Балтимора». 
У четвертій чверті «Балтимор» оформив філд-гол, а «Сан-Франциско» тачдаун. За 9 з половиною хвилин до кінця матчу рахунок був 31-28 на користь «Балтимора». Потім «Балтимор» забиває філд-гол збільшуючи перевагу до 34-28. На останніх секундах гравець «Балтимора» спеціально пішов в аут у своїй зоні, даючи 2 очка «Фортинайнерс» і рахунок 34-31 за кілька секунд до фіналу. Після цього «Сан-Франциско» не набрали очки і матч закінчився.

## Статистика
|                       | 1 | 2  | 3  | 4 | Загальний рахунок |
| --------------------- | - | -- | -- | - | ----------------- |
| «Балтимор» (АФК)      | 7 | 14 | 7  | 6 | 34                |
| «Сан-Франциско» (НФК) | 3 | 3  | 17 | 8 | 31                |

■ Перша чверть:
⊙ BAL-10: 36-13-ярдовий тачдаун + екстрапоінт, Балтімор повів 7: 0
⊙ SF-3: 58-36-ярдовий філд гол, «Балтимор» веде 7: 3
■ Друга чверть:
⊙ BAL-7: 10-1-ярдовий тачдаун + екстрапоінт, «Балтимор» веде 14: 3
⊙ BAL-1: 45-56-ярдовий тачдаун + екстрапоінт, «Балтимор» веде 21: 3
⊙ SF-0: 00-26-ярдовий філд-гол, «Балтимор» веде 21-6
■ Третя чверть:
⊙ BAL-14: 49-108-ярдовий повернення в тачдаун + екстрапоінт, «Балтимор» веде 28-6
⊙ SF-7: 20-31-ярдовий тачдаун + екстрапоінт, «Балтимор» веде 28-13
⊙ SF-4: 59-6-ярдовий тачдаун + екстрапоінт, «Балтимор» веде 28-20
⊙ SF-3: 10-34-ярдовий філд-гол, «Балтимор» веде 28-23
■ Четверта чверть:
⊙ BAL-12: 54-19-ярдовий філд гол, «Балтимор» веде 31-23
⊙ SF-9: 57-15-ярдовий тачдаун + Не вдала 2-х очкова реалізація, «Балтимор» веде 31-29
⊙ BAL-4: 19-38-ярдовий філд-гол, «Балтимор» веде 34-29
⊙ SF-0: 04-гравець Балтимора виходить в аут у своїй зоні для сейфті, «Балтимор» веде 34-31.

## посилання
- Офіційний сайт «Супербоулу» [Архівовано 13 лютого 2009 у Wayback Machine.] (англ.)